# Miguel Primo de Rivera y Sáenz de Heredia
Miguel Primo de Rivera y Sáenz de Heredia (Madrid, 11 de julio de 1904-Madrid, 8 de mayo de 1964) fue un político español que ocupó diversos cargos durante la dictadura franquista, llegando a ser ministro de Agricultura y embajador español en el Reino Unido. También fue procurador en las Cortes franquistas y miembro del Consejo Nacional de FET y de las JONS. Era hijo del dictador Miguel Primo de Rivera y hermano del fundador de Falange Española José Antonio Primo de Rivera. 
Ostentó los títulos nobiliarios de ii duque de Primo de Rivera y iv marqués de Estella.

## Biografía

### Juventud y primeros años
Nacido en Madrid el 11 de julio de 1904, era hijo del militar y dictador Miguel Primo de Rivera.
Realizó estudios de derecho por la Universidad Central de Madrid, al igual que su hermano José Antonio, aunque inscribiéndose posteriormente en el Colegio de abogados de Cádiz. Realizó el servicio militar, llegando a alcanzar el grado de capitán de complemento del Arma de Caballería.
Colaboró con su hermano José Antonio en las elecciones de 1933 y este mismo año ingresó por primera vez en la cárcel, a consecuencia de un acto de propaganda en Puerto Real. En 1934 fue nombrado jefe de la primera línea de Falange Española en la provincia de Cádiz, contando con el carnet número uno de Jerez de la Frontera. Se implicó en los actos del partido en su demarcación y fuera de ella durante la campaña electoral del 1936, siendo poco después detenido, ingresando en la prisión de Cuenca. Trasladado a Madrid el 1 de mayo, sufrió cautiverio con su hermano José Antonio y otros falangistas. Ambos fueron trasladados el 5 de junio a Alicante, acompañando a su hermano hasta su ejecución. 
Tras el estallido de la Guerra civil fue juzgado por el delito de rebelión y condenado a treinta años de cárcel. Permaneció incomunicado en prisión hasta comienzos de marzo de 1939, cuando fue canjeado por el capitán Miaja, hijo del general republicano, que se encontraba retenido en el campo de concentración de Miranda de Ebro.

### Carrera política
Su parentesco con el fundador de la Falange y su cautiverio en la zona republicana le convirtieron en una figura conocida. Tras el final de la Guerra civil fue nombrado miembro del Consejo Nacional de FET y de las JONS, y también miembro de su Junta Política.
Oportunista y carente del carisma de su hermano José Antonio, no llegó a jugar ningún papel relevante en el régimen franquista. No obstante, su apellido le garantizaría el desempeño de altos puestos políticos. En septiembre de 1940 formó parte de la comitiva española que visitó Berlín, junto a Ramón Serrano Súñer, Dionisio Ridruejo, Manuel Halcón o Manuel de Mora-Figueroa, entre otros. Posteriormente fue designado gobernador civil y jefe provincial del «Movimiento» de Madrid, cargo en el que permaneció hasta la primavera de 1941. Durante su etapa como gobernador civil se vio envuelto en numerosos casos de estraperlo y negocios oscuros.
Afín a Serrano Suñer, durante la llamada crisis de mayo de 1941 dimitió de su cargo después de que el militar antifalangista Valentín Galarza asumiera el cargo de ministro de la Gobernación. Su hermana Pilar también llegó a amenazar con dimitir como jefa de la Sección Femenina. A pesar de que en el pasado Miguel Primo de Rivera había criticado la política oficial del régimen, Franco premió su fidelidad nombrándole ministro de Agricultura. En el contexto de la crisis política, este nombramiento constituyó más una medida de apaciguamiento dirigida hacia los «camisas viejas» de Falange. Primo de Rivera siguió al frente de la cartera de Agricultura hasta julio de 1945.
En 1947 fue nombrado alcalde de Jerez de la Frontera, puesto en el que se mantuvo hasta el 18 de junio de 1948. El 14 de febrero de 1951 el Gobierno inglés le dio el placet como embajador en el Reino Unido, labor que estuvo realizando hasta su cese a comienzos de 1958. Durante su etapa como embajador llegó a ostentar la presidencia honorífica de la Liga anglo-española de la Amistad.
Falleció en Madrid el 8 de mayo de 1964.

## Familia
El 24 de mayo de 1933 contrajo matrimonio con Margarita de Larios y Fernández de Villavicencio. (1904-1982).
Fue tío del político Miguel Primo de Rivera y Urquijo.

## Reconocimientos
- Gran Cruz del Mérito Agrícola
- Gran Cruz del Mérito Naval
- Gran Cruz del Mérito Militar con distintivo blanco
- Gran Cruz de Carlos III
- Gran Cruz de la Medahuia.